# نقشارة صفراء الحاجب
نقشارة صفراء الحاجب (الاسم العلمي: Phylloscopus  inornatus) (بالإنجليزية: Yellow-browed  Warbler)‏ هو طائر ينتمي إلى (فصيلة: Phylloscopidae).